# Тензор енергії-імпульсу
Тензор енергії-імпульсу — симетричний 4-тензор, визначений у просторі-часі, який водночас задає густину енергії та її потоків і визначає закон зміни цих величин при переході від однієї системи відліку до іншої.
Тензор енергії-імпульсу в загальному випадку має вигляд:
{\displaystyle T=\left({\begin{matrix}W&S_{x}/c&S_{y}/c&S_{z}/c\\S_{x}/c&{\hat {\sigma }}_{xx}&{\hat {\sigma }}_{xy}&{\hat {\sigma }}_{xz}\\S_{y}/c&{\hat {\sigma }}_{yx}&{\hat {\sigma }}_{yy}&{\hat {\sigma }}_{yz}\\S_{z}/c&{\hat {\sigma }}_{zx}&{\hat {\sigma }}_{zy}&{\hat {\sigma }}_{zz}\end{matrix}}\right)}
де W — густина енергії, {\displaystyle S_{i}} — потік енергії в напрямку, який задається координатою i, {\displaystyle {\hat {\sigma }}_{ij}=\rho v_{i}v_{j}+\sigma _{ij}}, де {\displaystyle \sigma _{ij}} — тензор у звичайному просторі, який називають тензором напружень.
Для тензора енергії-імпульсу справедливе співвідношення
{\displaystyle {\frac {\partial T_{i}^{k}}{\partial x^{k}}}=0},
яке є локальним виразом законів збереження енергії та імпульсу.
Очевидна також симетрія тензора енергії-імпульсу {\displaystyle T_{ij}} щодо перестановок індексів. Ця властивість виражає локальний закон збереження моменту імпульсу.
Значення тензора енергії-імпульсу в тому, що він входить до основного рівняння загальної теорії відносності — рівняння Ейнштейна, і, таким чином дозволяє доповнити ці рівняння рівняннями стану речовини.

## Класичний розгляд неперервної речовини
В класичній механіці рух неперервної речовини описує гідродинаміка і теорія пружності твердих тіл. Кожна частинка речовини в точці 3-вимірного простору (x, y, z) і в деякий момент часу t описується густиною:
{\displaystyle (1)\qquad \rho =\rho (x,y,z,t)={dm \over dV}}
а також швидкістю в цій точці:
{\displaystyle (2)\qquad \mathbf {v} =\mathbf {v} (x,y,z,t)}
і тензором напружень {\displaystyle \sigma _{\alpha \beta }}, який описує силову взаємодію частинки речовини з сусідніми частинками.
{\displaystyle (3)\qquad \sigma _{\alpha \beta }=\sigma _{\alpha \beta }(x,y,z,t)}
У випадку рідини чи газу, тензор напружень діагональний і виражається через тиск {\displaystyle p} формулою:
{\displaystyle (4)\qquad \sigma _{\alpha \beta }=p\delta _{\alpha \beta }}
тобто тиск діє в усіх напрямках однаково (закон Паскаля).

## Релятивістський розгляд неперервної речовини
Як відомо, енергія та імпульс повинні розглядатися в поєднанні зі швидкістю, що описується чотири-вектором енергії-імпульсу:
{\displaystyle (6)\qquad p_{\alpha }=\left\{{E \over c},\,p_{x},\,p_{y},\,p_{z}\right\}}
Оскільки речовина «розмазана» в просторі, виділимо в якийсь момент часу ({\displaystyle t=t_{0}}) елемент об'єму {\displaystyle \Delta V}. Величина чотири-вектора енергії-імпульсу {\displaystyle \Delta p_{\alpha }} для частини речовини, що потрапила в цей об'єм, пропорційна самому об'єму з деякими коефіцієнтами пропорційності {\displaystyle {\tilde {\rho }}_{\alpha }}:
{\displaystyle (7)\qquad \Delta p_{\alpha }={\tilde {\rho }}_{\alpha }\Delta V}
Ліва частина цього рівняння є чотири-вектором. Дослідимо, з точки зору тензорного аналізу, що собою являє добуток в правій частині рівняння. 

Почнемо з тривимірного об'єму {\displaystyle \Delta V}, представивши його у вигляді паралелепіпеда, побудованого на трьох векторах {\displaystyle \mathbf {a} ,\mathbf {b} ,\mathbf {c} }. Ці вектори можна вважати чотири-векторами, з нульовою першою (часовою) координатою. Об'єм є величиною тензора третього рангу, що складений зовнішнім добутком цих векторів:
{\displaystyle (8)\qquad \Delta V_{\alpha \beta \gamma }=\left(\mathbf {a} \wedge \mathbf {b} \wedge \mathbf {c} \right)_{\alpha \beta \gamma }}
Користуючись одиничним антисиметричним тензором, ми можемо також скласти дуальний чотири-вектор:
{\displaystyle (9)\qquad \Delta V^{\lambda }=i\varepsilon ^{\lambda \alpha \beta \gamma }a_{\alpha }b_{\beta }c_{\gamma }={\sqrt {-g}}{\hat {\varepsilon }}^{\lambda \alpha \beta \gamma }a_{\alpha }b_{\beta }c_{\gamma }}
де g — детермінант метричного тензора.
В цій формулі множник уявної одиниці введено для того, щоб компоненти вектора {\displaystyle \Delta V^{\lambda }} були дійсними числами. Величина цього вектора дорівнює об'єму {\displaystyle \Delta V}, а напрям ортогональний до складових векторів {\displaystyle \mathbf {a} ,\mathbf {b} ,\mathbf {c} }. Тобто у вибраній системі координат він напрямлений вздовж осі часу:
{\displaystyle (10)\qquad \Delta V^{\lambda }=\left\{{\Delta V \over c},\,0,\,0,\,0\right\}}
Тепер ми можемо, змінюючи при потребі позначення коефіцієнтів {\displaystyle {\tilde {\rho }}_{\alpha }} переписати формулу (7) так:
{\displaystyle (11)\qquad \Delta p_{\alpha }={\tilde {\rho }}_{\alpha 0}{\Delta V^{0} \over c}=c{\tilde {\rho }}_{\alpha 0}\Delta V^{0}+c{\tilde {\rho }}_{\alpha 1}\Delta V^{1}+c{\tilde {\rho }}_{\alpha 2}\Delta V^{2}+c{\tilde {\rho }}_{\alpha 3}\Delta V^{3}}
У цій формулі ми спочатку вели ще один індекс «нуль» у позначенні коефіцієнтів, а потім чисто формально додали ще три нульові доданки (оскільки згідно з (10) просторові компоненти вектора {\displaystyle \Delta V} дорівнюють нулю).
Права частина формули (11) має вигляд добутку швидкості світла на згортку тензора другого рангу з вектором. Позначимо тензор {\displaystyle T_{\alpha \beta }=c{\tilde {\rho }}_{\alpha \beta }} і назвемо його тензором енергії-імпульсу. Тоді чотири-вектор енергії-імпульсу речовини, яка потрапила в елемент об'єму {\displaystyle \Delta V}, згідно з формулою (11) запишеться у вигляді згортки тензора енергії-імпульсу з чотиривектором об'єму:
{\displaystyle (12)\qquad \Delta p_{\alpha }=T_{\alpha \beta }\Delta V^{\beta }}
Розписуючи покомпонентно формулу (12) і враховуючи (6) знаходимо, що коли {\displaystyle \alpha =0}
{\displaystyle (13)\qquad {\Delta E \over c}=T_{00}\Delta V^{0}=T_{00}{\Delta V \over c}}
{\displaystyle (13a)\qquad T_{00}={\Delta E \over \Delta V}}
тобто верхній лівий елемент матриці {\displaystyle T} має смисл густини енергії.
Тепер прирівняємо індекс {\displaystyle \alpha } одній з просторових координат, наприклад {\displaystyle \alpha =1}. Тоді
{\displaystyle (14)\qquad \Delta p_{1}=T_{10}\Delta V^{0}=T_{10}{\Delta V \over c}}
Звідки ми можемо виразити {\displaystyle T_{10}} двома способами, беручи до уваги зв'язок імпульсу з масою {\displaystyle \Delta p_{1}=\Delta mv_{1}} та формулу Ейнштейна {\displaystyle \Delta E=\Delta mc^{2}}:
{\displaystyle (15)\qquad T_{10}=c{\Delta p_{1} \over \Delta V}={1 \over c}v_{1}{\Delta E \over \Delta V}}
Відповідно маємо два трактування компоненти {\displaystyle T_{10}}: або густина проєкції імпульсу, помножена на швидкість світла, або потік енергії в напрямку осі абсцис, поділений на швидкість світла.

## Закон збереження енергії та імпульсу
В класичній механіці сукупний імпульс системи фізичних тіл і електромагнітного поля зберігається, тобто не змінюється з часом. Те саме стосується енергії, якщо розглядати дію тільки консервативних сил. Спробуємо з'ясувати, як ці закони збереження відображаються в теорії відносності на властивостях тензора енергії-імпульсу.
Почнемо з того, що енергія і імпульс утворюють чотири-вектор (6). Операцію додавання двох просторово-рознесених векторів можна здійснити, здійснивши паралельне перенесення одного вектора в точку знаходження іншого. Така операція буде однозначною лише для плоского простору, з нульовим тензором Рімана. Отже почнемо з розгляду невеликої, обмеженої в просторі механічної системи, гравітаційним полем якої (а отже і викривленням простору) можна знехтувати. Для цього треба, щоб усі маси тіл були досить малими. Систему координат будемо вважати прямокутною декартовою.
Виберемо фіксований момент часу {\displaystyle t=t_{(1)}} i знайдемо сукупний чотири-вектор енергії-імпульсу системи, проінтегрувавши формулу (12) по всьому тривимірному простору (який є гіперплощиною в чотиривимірному просторі-часі):
{\displaystyle (16)\qquad P_{i}^{(1)}=\int _{t=t_{(1)}}T_{i0}dV^{0}}
В інший момент часу {\displaystyle t=t_{(2)}} чотири-вектор енергії-імпульсу залишиться незмінним, і нульову різницю ми можемо записати у вигляді інтеграла по чотиривимірному прошарку між двома гіперплощинами:
{\displaystyle (17)\qquad 0=P_{i}^{(2)}-P_{i}^{(1)}=\int \left(T_{i0}{\big |}_{t_{(2)}}-T_{i0}{\big |}_{t_{(1)}}\right)dV^{0}=\int {\partial T_{i0} \over \partial t}dtdV^{0}=\int {\partial T_{i0} \over \partial x_{0}}d\tau }
В останньому інтегралі диференціал {\displaystyle d\tau } є інваріантним елементом чотиривимірного об'єму (див. Інтегрування по об'єму многовида):
{\displaystyle (18)\qquad d\tau =d(ct)dV^{0}=dx_{0}dV^{0}={\sqrt {-g}}dx^{0}dx^{1}dx^{2}dx^{3}}
Оскільки всі фізичні закони мають носити тензорний характер (а отже не залежати від вибору системи координат), то і підінтегральну функцію в правій частині (17) ми повинні замінити на істинний скаляр:
{\displaystyle (19)\qquad \nabla ^{j}T_{ij}=g^{jk}{\partial T_{ij} \over \partial x^{k}}={\partial T_{i0} \over \partial x^{0}}-{\partial T_{i1} \over \partial x^{1}}-{\partial T_{i2} \over \partial x^{2}}-{\partial T_{i3} \over \partial x^{3}}}
диференціальний оператор {\displaystyle \nabla ^{j}=g^{jk}\nabla _{k}} (називається «набла» або коваріантна похідна, див. статтю Диференціальна геометрія) визначений навіть для кривого простору формулою:
{\displaystyle (20)\qquad \nabla ^{j}T_{ij}=g^{jk}\nabla _{k}T_{ij}=g^{jk}\left({\partial T_{ij} \over \partial x^{k}}-\Gamma _{ki}^{s}T_{sj}-\Gamma _{kj}^{s}T_{is}\right)}
У випадку метрики Мінковського:
{\displaystyle (21)\qquad (g_{ij})=(g^{ij})={\begin{pmatrix}1&0&0&0\\0&-1&0&0\\0&0&-1&0\\0&0&0&-1\end{pmatrix}}}
метричний тензор виражається діагональною матрицею з постійними коефіцієнтами, тому символи Крістофеля в формулі (20) дорівнюють нулю, чим ми і скористалися в перетвореннях формули (19).
Перевіримо, що «зайві» три доданки в (19) не псують рівності (17). Оскільки наша механічна система обмежена в тривимірному просторі, то ми можемо взяти достатньо великий тривимірний прямокутний паралелепіпед:
{\displaystyle (22)\qquad P=\left\{x_{(1)}<x<x_{(2)},\;y_{(1)}<y<y_{(2)},\;z_{(1)}<z<z_{(2)}\right\}}
в якому повністю міститься система в розлядуваному інтервалі часу ({\displaystyle t\in \left\{t_{(1)},\,t_{(2)}\right\}}).
Це зокрема означає, що за межами паралелепіпеда {\displaystyle P} (а також на його стінках), тензор енергії-імпульсу {\displaystyle T_{ij}} разом зі своїми похідними {\displaystyle {\partial T_{ij} \over \partial x^{k}}} перетворюється в нуль. Тому замість формули (17) ми можемо обмежити область інтегрування паралелепіпедом {\displaystyle P} і перейти від кратного до повторного інтеграла:
{\displaystyle (23)\qquad \int _{P}\nabla ^{j}T_{ij}d\tau =\int _{t_{(1)}}^{t_{(2)}}d(ct)\int _{x_{(1)}}^{x_{(2)}}dx\int _{y_{(1)}}^{y_{(2)}}dy\int _{z_{(1)}}^{z_{(2)}}\nabla ^{j}T_{ij}dz}
Якщо ми в самий внутрішній інтеграл (23) підставимо останній доданок формули (19), то одержимо нуль:
{\displaystyle (24)\qquad \int _{z_{(1)}}^{z_{(2)}}{\partial T{i3} \over \partial z}dz=T_{i3}{\big |}_{z_{(2)}}-T_{i3}{\big |}_{z_{(1)}}=0}
оскільки на гранях паралелепіпеда {\displaystyle P} тензор енергії-імпульсу перетворюється в нуль. Аналогічно і інтеграл від середніх двох доданків в формулі (19) дорівнює нулю. Таким чином, закон збереження енергії та імпульсу виражається формулою:
{\displaystyle (25)\qquad \int \nabla ^{j}T_{ij}d\tau =0}
де інтегрування проводиться в чотиривимірному просторі між двома тривимірними гіперплощинами.

## Локальний закон збереження енергії та імпульсу
Формулу (25) не можна застосовувати в кривому просторі: по-перше вектори у віддалених точках не можна додавати внаслідок неоднозначності паралельного переносу векторів, а по-друге, неясно чим можна замінити паралельні гіперплощини в кривому просторі.
Окрім того, інтегральний закон збереження не накладає інтуїтивно-зрозумілого обмеження на рух матерії: вона, а також енергія і імпульс, не може перескакувати з одної точки простору у віддалену точку, вони можуть лише плавно «перетікати» через сусідні точки простору. Наприклад енергія не може потрапити з електростанції в лампочку через обірвані провода. Цим ми словесно описали локальність законів збереження енергії-імпульсу.
Звернемось до формул. В деякій точці (можна викривленого) простору-часу виберемо систему координат {\displaystyle Otxyz}, що є декартовою в даній точці, і в ній задамо маленький (порівняно з радіусами кривини простору та координатних ліній) чотиривимірний прямокутний паралелепіпед:
{\displaystyle (26)\qquad P=\left\{t\in \{t_{(1)},t_{(2)}\},\;x\in \{x_{(1)},x_{(2)}\},\;y\in \{y_{(1)},y_{(2)}\},\;z\in \{z_{(1)},z_{(2)}\},\;\right\}}
і запишемо формулу Остроградського-Ґаусса для дивергенції тензора енергії-імпульсу в цьому паралелепіпеді:
{\displaystyle (27)\qquad \int _{P}\nabla ^{j}T_{ij}d\tau =\oint _{\partial P}T_{ij}dV^{j}}
в цій формулі через {\displaystyle \partial P} позначена тривимірна «поверхня» паралелепіпеда {\displaystyle P}, яка складається із восьми «граней», а інтегрування по цій поверхні враховує напрям вектора нормалі, який напрямлений назовні паралелепіпеда {\displaystyle P}.
Дві грані, які ми для наочності назвемо «дном» і «кришкою», є паралелепіпедами в тривимірному просторі {\displaystyle xyz}, взятими відповідно в момент часу {\displaystyle t_{(1)}} і {\displaystyle t_{(2)}}. Тензор енергії-імпульсу якби втікає всередину паралелепіпеда через «дно» і витікає через «кришку». Різниця інтегралів по цих двох «гранях» має смисл зміни чотири-вектора енергії-імпульсу в об'ємі {\displaystyle \Delta x\Delta y\Delta z} за час {\displaystyle \Delta t}
{\displaystyle (28)\qquad \Delta p_{i}=\int _{t_{(2)}}T_{i0}dV^{0}-\int _{t_{(2)}}T_{i0}dV^{0}}
Очевидно, ця зміна повинна потрапити в тривимірний об'єм {\displaystyle \Delta x\Delta y\Delta z} через поверхню цього об'єму.
Розглянемо притік енергії через грань {\displaystyle x=x_{(1)}} площею {\displaystyle \Delta y\Delta z} за інтервал часу {\displaystyle \Delta t}:
{\displaystyle (29)\qquad \Delta E\approx S_{x}\Delta x\Delta y\Delta t}
де {\displaystyle S_{x}} — щільність потоку енергії в напрямку осі абсцис. Порівняємо цей вираз з поверхневим інтегралом в правій частині формули (27) по відповідній тривимірній «бічній» грані паралелепіпеда {\displaystyle P}:
{\displaystyle (30)\qquad \Delta p_{0}={\Delta E \over c}=\int _{x=x_{(1)}}T_{0j}dV^{j}\approx T_{01}\Delta V^{1}=T_{01}\Delta y\Delta z\Delta t}
Ми можемо визначити компоненту тензора енергії-імпульсу
{\displaystyle (31)\qquad T_{0i}={S_{i} \over c}}
так, щоб формули (29) і (30) відповідали одна одній. З формул (15) і (30) слідує симетрія частини компонент тензора енергії-імпульсу:
{\displaystyle (32)\qquad T_{0i}=T_{i0}}
Тепер розглянемо притік імпульсу через цю саму грань {\displaystyle x=x_{(1)}} площею {\displaystyle \Delta y\Delta z}. Він складається з двох доданків: по-перше, через цю грань протікає матерія масою:
{\displaystyle (33)\qquad \Delta m=\rho v_{x}\Delta t\Delta y\Delta z}
яка переносить із собою імпульс:
{\displaystyle (34)\qquad \Delta p_{i}^{(1)}=\Delta mv_{i}=\rho v_{x}v_{i}\Delta y\Delta z\Delta t}
і по-друге, через цю грань діє момент сили від сусідньої комірки простору через внутрішні напруження речовини (тиск):
{\displaystyle (35)\qquad \Delta p_{i}^{(2)}=F_{i}\Delta t=\sigma _{i1}\Delta y\Delta z\Delta t}
Сумарний потік імпульсу прирівняємо до потоку відповідної компоненти тензора енергії-імпульсу:
{\displaystyle (36)\qquad \Delta p_{i}=\left(\rho v_{x}v_{i}+\sigma _{i1}\right)\Delta y\Delta z\Delta t=T_{i1}dV^{1}}
Таким чином, ми уже визначили всі компоненти тензора енергії-імпульсу через величини класичної механіки, просторова частина цього тензора дорівнює:
{\displaystyle (37)\qquad T_{ij}=\rho v_{i}v_{j}+\sigma _{ij}}
Із цієї прив'язки і локального закону збереження енергії-імпульсу слідує, що «поверхневий» інтеграл в лівій частині (27) дорівнює нулю. Оскільки паралелепіпед {\displaystyle P} може бути розміщений в будь-якій точці простору-часу і може бути нескінченно малим, з рівності нулю правої частини (27) слідує, що скрізь дивергенція тензора енергії-імпульсу дорівнює нулю:
{\displaystyle (38)\qquad \nabla ^{j}T_{ij}=0}

## Локальний закон збереження моменту імпульсу
Із виразу для компонент тензора енергії-імпульсу ми бачимо, що цей тензор вийшов симетричним. І це не випадково. Розглянемо наступний антисиметричний тензор другого рангу в плоскому просторі Мінковського (або в настільки малій області викривленого простору, щоб кривину можна було не враховувати):
{\displaystyle (39)\qquad \Delta M_{ij}=x_{i}\Delta p_{j}-x_{j}\Delta p_{i}=\int _{V}(x_{i}T_{j0}-x_{j}T_{i0})dV^{0}}
Просторові компоненти цього тензора, очевидно, дорівнюють проєкціям класичного вектора моменту імпульсу:
{\displaystyle (40)\qquad \mathbf {M} =\mathbf {r} \times \mathbf {p} }
Покажемо, що якщо інтеграл в праві частині (39) поширити на всю «поверхню» чотиривимірного паралелепіпеда, то в результаті одержимо нуль. Дійсно, поверхневий інтеграл перетворюється в інтеграл від дивергенції:
{\displaystyle (41)\qquad \int _{\partial P}\left(x_{i}T_{jk}-x_{j}T_{ik}\right)dV^{k}=\int _{P}\nabla ^{k}\left(x_{i}T_{jk}-x_{j}T_{ik}\right)d\tau }
а дивергенція перетворюється в нуль внаслідок (38) і симетрії тензора енергії-імпульсу:
{\displaystyle (42)\qquad \nabla ^{k}\left(x_{i}T_{jk}-x_{j}T_{ik}\right)=\delta _{i}^{k}T_{jk}+x_{i}\nabla ^{k}T_{jk}-\delta _{j}^{k}T_{ik}-\nabla ^{k}T_{ik}=\delta _{i}^{k}T_{jk}-\delta _{j}^{k}T_{ik}=T_{ji}-T_{ij}=0}
Рівність нулю «поверхневого» інтеграла в лівій частині (41) можна, аналогічно до того, як це було з локальним законом збереження енергії-імпульсу, трактувати так: зміна моменту імпульсу в якійсь області простору можлива лише внаслідок протікання моменту імпульсу через межу цієї області.